# Fairfax (Carolina del Sud)
Farifax è un comune degli Stati Uniti d'America, situato in Carolina del Sud, nella Contea di Allendale.